# Orthotrichia lebar
Orthotrichia lebar är en nattsländeart som beskrevs av Wells och Huisman 1993. Orthotrichia lebar ingår i släktet Orthotrichia och familjen smånattsländor. Inga underarter finns listade i Catalogue of Life.